# 马丁·彼得森
马丁·彼得森（德語：Martin Petersen，1985年2月28日—）是一位德国足球裁判，现代表斯图加特体育锻炼俱乐部（VfL Stuttgart）执法。

## 裁判生涯
本职工作为地产商人的彼得森是斯图加特体育锻炼俱乐部（VfL Stuttgart）的会员。他在2000年通过裁判考试后，于2001年受观察执法行政区联赛，并在高级联赛中担当助理裁判。自2002年起，他开始主吹符腾堡州级联赛，成为符腾堡地区当时最年轻的州级联赛裁判。自2005年起，彼得森接任了符腾堡协会联赛的裁判工作，并仅过了一年便升任巴登-符腾堡高级联赛裁判。自2008年起，他活跃于南部地区联赛，直至2009年允许执法德丙联赛的职业化赛事。与此同时，他还在德乙联赛担任助理裁判。彼得森于2011年成为德乙的固定裁判，并且也是德甲联赛的助理裁判，其中于2014-15赛季共在边线协助执法了15场比赛。
2015年8月10日，彼得森在由奥斯纳布吕克对阵RB莱比锡的2015-16赛季德国足协杯首圈赛事中担当主裁判，当比赛进行至第71分钟（前者以1比0领先）时，他被一个由观众席掷下的打火机击中头部，于是他中断了比赛，并在几分钟后离场。至8月11日，彼得森宣布受到了轻微的脑外伤。
至2017-18赛季，雅布隆斯基获德国足协委任为执法德甲联赛的四位新晋裁判之一。